# 尼古拉斯·斯特兰格
尼古拉斯·斯特兰格（英語：Nicolas Strange，1987年3月26日—），威爾斯男子羽毛球運動員。

## 簡歷
2012年9月，尼古拉斯·斯特兰格出戰斯洛伐克羽毛球公開賽，與乔·摩根合作赢得男子雙打比賽冠軍；同年11月，他們又在冰島羽毛球國際賽赢得冠軍。

## 主要比賽成績
只列出曾進入準決賽的國際賽事成績：
| 年份   | 賽事                   | 公開賽級別 | 項目     | 拍檔    | 成績   |
| ------ | ---------------------- | ---------- | -------- | ------- | ------ |
| 2012年 | 斯洛伐克羽毛球公開賽   | 未來系列賽 | 男子雙打 | 乔·摩根 | 冠軍   |
| 2012年 | 冰島羽毛球國際賽       | 國際系列賽 | 男子雙打 | 乔·摩根 | 冠軍   |
| 2012年 | 威爾斯羽毛球國際賽     | 國際挑戰賽 | 男子雙打 | 乔·摩根 | 準決賽 |
| 2013年 | 塞浦路斯羽毛球國際賽   | 國際系列賽 | 男子雙打 | 乔·摩根 | 冠軍   |
| 2013年 | 保加利亞羽毛球公開賽   | 國際系列賽 | 男子雙打 | 乔·摩根 | 亞軍   |
| 2013年 | 以色列夏瑣羽毛球國際賽 | 國際系列賽 | 男子雙打 | 乔·摩根 | 亞軍   |
| 2014年 | 冰島羽毛球國際賽       | 國際系列賽 | 男子雙打 | 乔·摩根 | 準決賽 |

| 2007-2017年 | 首要超級賽 | 超級賽 | 黃金大獎賽 | 大獎賽 | 國際挑戰賽 | 國際系列賽 | 未來系列賽 | 其他 |

| 2018-2026年 | 總決賽 | 超級1000賽 | 超級750賽 | 超級500賽 | 超級300賽 | 超級100賽 | 國際挑戰賽 | 國際系列賽 | 未來系列賽 | 其他 |